# Octopus pallidus
Il polpo pallido (Octopus pallidus Hoyle, 1885) è un mollusco cefalopode della famiglia Octopodidae, diffuso nelle coste dell'Australia sud-orientale e della Tasmania.

## Biologia
Vive ad una profondità compresa tra i 7 e i 275 metri. Le uova sono lunghe 11–13 mm. Dopo la schiusa, gli esemplari giovani iniziano immediatamente a nutrirsi, prediligendo molluschi bivalvi.